# Ouroboros (recirculator)
Ouroboros este numele unui aparat recirculator în circuit închis cu senzori electrochimici produs de firma VR Technology Ltd din Marea Britanie în anul 2005, urmat în anul 2007 de varianta mai perfecționată, Sentinel. Ambele aparate sunt concepute special pentru scufundări civile cum ar fi scufundare în peșteri, scufundare la epave, explorare etc.
Ouroboros permite citirea informațiilor asupra funcționării precum și parametrii de scufundare prin monitorizarea unui afișaj electronic principal având trei baterii cu o durată de 25...30 ore de funcționare, un afișaj secundar cu propria sursă de baterii și prin afișajul montat pe piesa bucală. Acesta are patru semnale optice de diferite culori (albă, roșie, albastră roșie) ce indică informații despre funcționarea aparatului, decompresie, funcționare corectă a senzorului electrochimic R-17D și respectiv PPO2 ( valoroare minimă 0,7 , valoare maximă 1,2...1,4 bar).

De asemenea, în spatele aparatului se află încă un afișaj electronic ce poate fi observat de către un alt scafandru în timpul scufundării.
Ouroboros este prevăzut cu posibilitatea de a evacua pătrunderea accidentală a apei, prin furtunul și sacul respirator de expir care are la partea inferioară o supapă de evacuare ce elimină apa o dată cu surplusul de gaz.
Cartușul epurator este tip radial (amestecul respirator circulă dinspre centru spre margine); în acest mod, absorbantul este folosit mai eficient (90 minute la 100 m, 150 minute la 40 m, 212 minute la 15 m).
Amestecul gazos este alimentat automat prin supapa de injecție automată.

## Date tehnice
- Adâncime maximă: 40 m cu aer ca diluant, 100 m cu Heliox ca diluant.
- Capacitate canistră cu absorbent de CO2: 3,6 sau 4,4 kg Sofnolime 797
- Capacitate sac respiretor: 5,5 l.
- Butelii: oxigen și diluant cu capacitatea de 2 l încărcate la presiunea de 232 bar fiecare
- Temperatura optimă de funcționare:  4…320C
- Greutate: 32 kg cu absorbant (carcasa exterioară este din Kevlar)
- Certificare CE

Recirculatorul Sentinel prezintă unele îmbunătățiri față de Ouroboros cum ar fi:
- Capacitatea canistrei cu absorbant este de 2,2 kg de Sofnolime 797 cu durata de 185 minute cu aer ca diluant și 150 minute cu Heliox ca diluant (cel mai eficient raport de consum de absorbant/kg)
- Senzor de CO2 în canistră
- Preț de cost mai scăzut.

Sentinel poate fi utilizat pe trei nivele de adâncime:
- Nivel 1 – 40 m cu aer ca diluant
- Nivel 2 – 60 m diluant Trimix
- Nivel 3 – 100 m diluant Trimix [1]